# النبای، بریتیش کلمبیا
النبای، بریتیش کلمبیا (به انگلیسی: Allenby, British Columbia) یک منطقهٔ مسکونی در کانادا است که در بریتیش کلمبیا واقع شده‌است.